# Salvador Garmendia
Salvador Garmendia Graterón (* 11. Juni 1928 in Barquisimeto/Bundesstaat Lara; † 13. Mai 2001 in Caracas) war ein venezolanischer Schriftsteller und Journalist.

## Leben
Garmendia begann seine literarische Laufbahn bei der Zeitschriftengruppe Sardio und mit der Künstlergruppe El Techo de la Ballena. Für seinen ersten Roman Los pequeños seres erhielt er 1959 den Premio Municipal de Prosa. Für seine Kurzgeschichtensammlung Los escondites wurde er 1972 mit dem venezolanischen Nationalpreis für Literatur ausgezeichnet. Für die Kurzgeschichte Tan desnuda como una piedra erhielt er 1989 den Premio Juan Rulfo.

## Werke
- Los pequeños seres (1958)
- Los habitantes (1961)
- Día de ceniza (1963)
- Doble fondo (1966)
- La mala vida (1968)
- Difuntos, extraños y volátiles (1970)
- Los escondites (1972)
- Los pies de barro (1973)
- Memorias de Altagracia (1973)
- El inquieto Anacobero y otros cuentos (1976)
- El brujo hípico y otros relatos (1979)
- El único lugar posible (1981)
- Hace mal tiempo afuera (1986)
- La gata y la señora (1987)
- El capitán Kid (1989)
- Cuentos cómicos (1991)